# 野澤喜恵博
野澤 喜恵博（のざわきえひろ）とは、義太夫節女義太夫の三味線方。東京都出身。

## 略歴
- 1995年3月 社団法人義太夫協会主催の義太夫教室第四十七期修了。
- 1997年6月 大阪の3代目野澤喜左衛門に入門。野澤喜恵博となる。
- 1997年8月 国立演芸場にて初舞台、『傾城恋飛脚』の「新口村の段」を勤める。
- 1998年3月 NHK邦楽技能者育成会第43期修了。同期として、箏演奏家吉原佐知子、琵琶演奏家首藤久美子など。
- 2002年5月29日 NHK古典芸能鑑賞会『花競四季寿』に出演。2002年8月18日放送。
- 2002年6月 江戸時代の義民佐倉宗吾を題材とした義太夫『花雲佐倉曙』の復活上演に出演[2]。
- 2003年3月 CPRA（実演家著作隣接権センター）助成新人奨励賞受賞。『一谷嫩軍記』の「組討の段」を勤める。